# Juncus punctorius
Juncus punctorius là một loài thực vật có hoa trong họ Juncaceae. Loài này được L.f. mô tả khoa học đầu tiên năm 1781.